# Marytė Melnikaitė

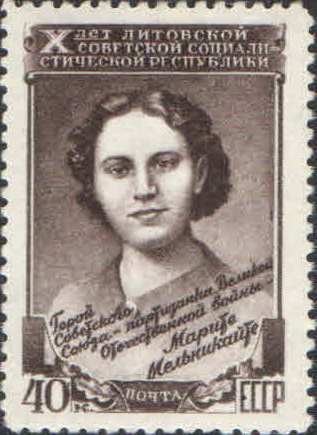
Marytė Melnikaitė (Briefmarke der Post der UdSSR (1950) zum 10. Jahrestag der Gründung der Litauischen SSR)

Marytė Melnikaitė (* 18. März 1923 in Zarasai; † 13. Juli 1943 in Kaniūkai, Rajongemeinde Ignalina) war eine litauisch-sowjetische Partisanin.

## Leben
Melnikaitė, Tochter des Litauers J. Melniko aus Jurbarkas und der Russin Antonina Moisejewna, war das zweite von fünf Kindern und wurde römisch-katholisch getauft. Vierzehnjährig begann sie in der Textilfabrik Avanti in Rokiškis zu arbeiten und lernte das Nähen.
1940 nach dem Anschluss Litauens an die Sowjetunion trat Melnikaitė gegen den Widerstand ihres Vaters in den Komsomol ein, sang dort im Chor und besuchte die Abendschule. Nach dem Beginn des Deutsch-Sowjetischen Krieges wurde sie mit anderen Komsomol-Mitgliedern evakuiert und arbeitete in der Werkzeugmaschinenfabrik Mechanik in Tjumen. Im Juli 1942 trat sie in die 16. Litauische Schützendivision der Roten Armee ein, die sie in die Sabotageschule in Balachna schickte. Nach dem Abschluss im Mai 1943 wurde sie nach Weißrussland und dann in ihren Heimatort Zarasai geschickt, wo sie sich unter dem Namen Ona Kuosaitė der sowjetischen Partisanengruppe Kęstutis anschloss. Sie leitete das Untergrund-Kreiskomitee des Litauischen Komsomol in Zarasai. Bekannt war sie auch unter dem Namen Marytė Margytė. Die Partisanen ließen Eisenbahnzüge entgleisen, sprengten Gebäude, steckten Bauernhäuser in Brand, nahmen deutsche Neusiedler gefangen und überfielen deutsche Stützpunkte.
Im Juli 1943 holte Melnikaitė mit anderen Partisanen Waffen von Partisanen in Weißrussland. Die Gruppe wurde an der weißrussisch-litauischen Grenze nahe dem Apvardai-See in der Rajongemeinde Ignalina von Ortsansässigen bemerkt und der litauischen Polizei gemeldet. Bei der anschließenden Schießerei wurden drei Partisanen getötet und Melnikaitė verwundet, gefangen genommen und der deutschen Polizei übergeben. Nach fünf Tagen mit Verhören und Folterungen wurde sie auf dem Friedhof von Kaniūkai erschossen. Ihr Grab befindet sich am Ufer des Zarasai-Sees.
Melnikaitės Leben und Sterben wurden von den sowjetischen Medien glorifiziert. Antanas Sniečkus beschrieb im März 1944 in der Zeitung Tiesa (Die Wahrheit) ihren heldenhaften Kampf. Antanas Venclova widmete ihr 1944 das Essay Tarybų Sąjungos Didvyrė Marija Melnikaitė. Im gleichen Jahr wurde sie als einzige Litauerin als Heldin der Sowjetunion ausgezeichnet. 1947 wurde unter der Regie von Wera Strojewa der Film Marytė von der Mosfilm hergestellt mit Donatas Banionis in einer kleinen Rolle. Die Oper  Marytė von Antanas Račiūnas führte 1953 das Litauische Nationaltheater für Oper und Ballett auf. Gedichte verfassten Salomėja Nėris (Marija Melnikaitė), Vacys Reimeris (Lietuvos duktė) und Vladas Mozūriūnas (Tam krašte).
In Druskininkai wurde 1952 das Melnikaitė-Denkmal des Bildhauers Robertas Antinis aufgestellt, das jetzt im Grūtas-Park steht. Ebenso steht das Zarasaier Melnikaitė-Denkmal von Juozas Mikėnas (1955) jetzt im Grūtas-Park. Im Regionalmuseum Zarasai wurde an Melnikaitė erinnert (inzwischen eingestellt). In Tjumen gibt es Gedenktafeln an der Melnikaitė-Straße und am früheren Mechanik-Werk. Melnikaitė-Straßen gibt es auch in Minsk, Almaty und Schymkent. In Utena war bis 1995 eine Textilgesellschaft nach Melnikaitė benannt. Nach ihr waren auch der erste Kolchos in der Litauischen SSR in Dotnuva und andere Kolchose benannt.